# Viktor Maslov
Viktor Maslov (em russo: Виктор Маслов - Surgut, 16 de janeiro de 1976) é um piloto russo de automobilismo.

## Carreira
Maslov, como todos os pilotos da mesma geração, iniciou a carreira no kart.  Competiu também em corridas no gelo, estreando no Troféu Andros, em 1996. Nesse ano, ele também competiu na Fórmula 3 de seu país. Em 1997, Maslov compete novamente em duas categorias, ficando com a equipe da Daewoo no Troféu Andros, antes de desembarcar na F-3 italiana em 1998, trazendo consigo o patrocínio da petrolífera russa LUKoil.

## Fórmula 3000
Maslov, ainda com o patrocínio da LUkoil ao seu lado, assinou com a Arden Motorsport, em 1999, pilotando para a equipe, tanto na Fórmula 3000 quanto na Internacional. Continuou compartilhando as duas categorias até 2001, quando pilotava na F-3000. Depois de deixar a Arden, no final da temporada, Maslov pouco fez no automobilismo e nunca mais foi citado na mídia.